# Wellpoint
L'impianto di wellpoint è un sistema di drenaggio verticale della falda superficiale, utilizzato frequentemente nel settore edile quando si rende necessario realizzare scavi in presenza di acqua.
Il sistema wellpoint prende il nome dal particolare puntale filtrante denominato appunto wellpoint (o punta da pozzo).
Il sistema wellpoint, attraverso l'emungimento di acqua dal sottosuolo provoca l'abbassamento temporaneo della superficie della falda freatica consentendo sia di poter lavorare all'asciutto sia di impedire il franamento delle pareti dello scavo.
Il sistema wellpoint dà buoni risultati in tutti quei terreni che sono permeabili per porosità, come:
- terreni sabbiosi (a media permeabilità);
- terreni limosi e argillosi (bassa permeabilità);
- terreni ghiaiosi (elevata permeabilità).

## Schema di installazione
Schematicamente il sistema wellpoint nella sua forma più classica è costituito da una fila di punte, o aghi, filtranti del diametro variabile da 1"1/2 - 3", infisse nel terreno ad una profondità superiore a quella di fondo scavo.
Da esperienze di cantiere, per consentire un corretto drenaggio, la parte filtrante del wellpoint, lunga circa 60 cm, deve essere:
Pmin = h +150 cm
dove
Pmin è la profondità minima di utilizzo;
h è la profondità dello scavo.
Esiste comunque un limite di profondità massima delle punte filtranti.
Infatti deve essere verificato che, Il limite di altezza di sollevamento dell'acqua, per evitare i fenomeni di cavitazione, non deve superare circa 6-7 m.
Per profondità maggiori si possono mettere più impianti wellpoint a quote diverse lungo le pareti dello scavo (disposizione a gradoni).
Le punte devono essere opportunamente distribuite lungo il perimetro all'area di scavo ad una distanza reciproca di 1-3 m dal ciglio della scarpata di almeno 2,5-3,0 m.
Le file di punte filtranti sono collegate, mediante particolari raccordi flessibili, ad un collettore di aspirazione orizzontale, del diametro da 6"-12" cui fa capo una pompa autoadescante che mette in depressione i condotti di aspirazione.
L'impianto è completato con la tubazione di scarico necessaria per l'allontanamento dell'acqua aspirata.
Particolare attenzione deve essere riservata al recapito finale (es. fognatura, canale) delle acque emunte, il quale deve essere idoneo a ricevere il volume d'acqua aspirato nonché autorizzato dall'Ente gestore del recapito.
L'infissione della punta in terreni con la presenza predominante di sabbia, avviene con l'ausilio di una motopompa centrifuga autoadescante (Jetting) che attraverso delle manichette flessibili invia acqua in pressione verso il wellpoint posizionato per l'infissione.
Quando si opera in terreni a sabbiosi intervallati da stratificazioni poco permeabili, viene realizzato primo il foro di alloggiamento mediante trivella oleodinamica; realizzato il foro, per evitare l'intasamento della punta filtrante durante il pompaggio ed effettuare il collegamento tra i terreni a diversa permeabilità, questo viene riempito di sabbia (prefiltro).
Successivamente viene inserito nel foro il wellpoint utilizzando la stessa metodologia dei terreni sabbiosi.
Nel caso di terreni a granulometria prevalentemente fine (es. limi) l'installazione viene effettuato come nel caso precedente ma prima della messa in funzione della punta è necessario procedere alla pulizia del prefiltro mediante pompa jetting.
Nel caso di scavi in trincea i wellpoint possono essere installati ad intervalli regolari lungo un lato della trincea (consigliabile in terreni a bassa permeabilità) o lungo tutti e due lati dello scavo.
In questo secondo caso è necessario interrompere il collettore per creare i varchi per consentire l'accesso dei mezzi di scavo; pertanto c'è la necessità di operare con più pompe.

## Cono di depressione e raggio di influenza
Considerando una falda freatica statica, per la quale la superficie piezometrica è orizzontale, quando essa viene attraversata da un minipozzo (wellpoint), in assenza di attingimento, all'interno della canna del minipozzo il pelo dell'acqua si dispone secondo la superficie piezometrica indisturbata (secondo il principio dei vasi comunicanti).
Quando la singola punta filtrante inizia ad emungere una portata costante dal sottosuolo, il livello nel minipozzo si deprime, più o meno rapidamente in funzione della permeabilità del terreno, e la superficie freatica in una data area (area di influenza) viene modificata assumendo la forma di un conoide (di rotazione, per ovvia simmetria assiale), detto cono di depressione,in asse sul punto di aspirazione, con il vertice rivolto verso il basso e con andamento teoricamente asintotico rispetto alla superficie piezometrica indisturbata.
Questo dislivello, che è funzione della portata emunta, crea una cadente piezometrica verso il minipozzo, da cui trae origine un moto di filtrazione nella falda.
Col il proseguire dell'emungimento, aumenta la superficie piezometrica disturbata fino a quando si raggiunge una situazione di regime, in cui la portata che penetra nel minipozzo (e che filtra nella falda) è esattamente la portata emunta.
A questo punto il livello nel pozzo non varia, e si passa dal regime transitorio a quello stazionario.
In questa situazione il conoide diventa stabile e viene chiamato cono d'influenza ed ha una estensione ben definita che viene chiamata raggio d'influenza (R) che rappresenta il limite oltre il quale non è più apprezzabile la depressione piezometrica conseguente al pompaggio della falda.
L'ampiezza del cono dipende dalla portata emunta, dall'abbassamento che si vuole ottenere e dalle caratteristiche idrogeologiche dell'acquifero.
A parità di abbassamento i suoli più permeabili (es sabbie e ghiaie) hanno un raggio di influenza maggiore rispetto a quelli meno permeabili (es. limi).
Nel sistema wellpoint, poiché le punte di drenaggio sono posizionate in file a distanze limitate, i vari coni di depressione interferiscono fra di loro, in questo caso si parla di larghezza di influenza L.
Per la stima della larghezza di influenza L nel caso di moti stazionari si può applicare la formula empirica di Sichardt che per il sistema wellpoint vale:
- L = 1500-2000 Δ k0,5 (m)
- dove:

- Δ = abbassamento della falda (m)
- k = coefficiente di permeabilità dell'acquifero o conducibilità idraulica (m/s)

## Consolidamento del terreno
L'abbassamento di falda a seguito del pompaggio comporta un aumento delle pressioni efficaci agenti sulle particelle di terreno.
L'incremento della pressione gravante sullo scheletro del terreno comporta un assestamento per consolidazione che può determinare cedimenti tali da pregiudicare la sicurezza di edifici e manufatti vicini.
Tali cedimenti sono funzione dello spessore degli strati, dalla compressibilità dei suoli, dal valore dell'abbassamento della superficie freatica e dalla durata del pompaggio.
Sulla base della compressibilità dei terreni questi si possono distinguere in:
- terreni compressibili - limi, argille, torbe;
- terreni poco compressibili - sabbie e ghiaie.

In letteratura tecnica esistono formule empiriche che permettono di stimare l'entità del cedimento w quali la seguente:
w = ((H*Cc)/(1+e0))*log((p0+Δp)/p0)
dove
H rappresenta lo spessore del generico strato di terreno interessato dall'abbassamento della falda;
Cc rappresenta il suo indice di compressibilità;
e0 rappresenta il suo l'indice dei vuoti;
p0 rappresenta la pressione efficace sul terreno prima del pompaggio;
Δp rappresenta l'incrementato della pressione efficace a seguiti del pompaggio.
L'effetto del cedimento viene notevolmente amplificato quando, durante il funzionamento del wellpoint viene asportata la frazione più fine del terreno.
Per scongiurare questo fenomeno spesso all'interno del foro della punta drenante viene creato un dreno.

## Indagini preventive
Prima di procedere alla progettazione di un sistema wellpoint in campo edile è necessario acquisire almeno le seguenti informazioni:
- stratigrafia del terreno interessato per una profondità almeno due volte superiore a quello dello scavo - per determinare il tipo di impianto da utilizzare, la tipologia di posa e la profondità delle punte filtranti, la distanza dell'impianto dallo scavo;
- il coefficiente di permeabilità del terreno mediante prove in situ - per determinare l'interasse delle punte filtranti, il numero e la potenza dei gruppi aspiranti;
- interdipendenza della falda acquifera con condizioni idrologiche circostanti quali ad esempio corsi d'acqua
- condizioni logistiche del cantiere - per determinare la disposizione planimetrica dell'impianto, i mezzi necessari per l'installazione e i tempi di esecuzione.

### Determinazione del coefficiente di permeabilità
Per la determinazione del coefficiente di permeabilità k, conducibilità idraulica, del terreno acquifero esistono molti metodi, la maggior parte dei quali empirici.
I metodo migliori però sono quelli che si fanno operando con un pozzo completo (realizzato fino al letto della falda) e con non meno di due (meglio 3) piezometri/pozzetti opportunamente realizzati nell'introno del pozzo stesso
Tali piezometri devono essere posti ad una certa distanza r dal pozzo prova, almeno 1,5-2,5 H (dove H è lo spessore della falda freatica indisturbata) in modo da non venir influenzati dalla curvatura delle linee di flusso.
La prova consiste nell'eseguire prove di pompaggio dal pozzo riportando gli abbassamenti s del livello della falda all'interno dei piezometri fino alla stabilizzazione del livello della falda.
Con tali dati è possibile calcolare k con la seguente formula ottenuta partendo dall'ipotesi semplificativa di Dupuit-Forchkeimer:
k = Q*ln(r2/r1)/(π(h22 -h12))
dove
hi è il livello dinamico della falda del piezometro i a distanza ri dall'asse del pozzo espresso in metri.

## Sicurezza di funzionamento dell'impianto
Per evitare la risalita dell'acqua di falda nello scavo durante l'esecuzione dei lavori, l'impianto deve essere progettato per funzionare 24 ore su 24.
Per tale motivo è necessario dotare il sistema drenante di gruppi di emergenza che possano intervenire in caso di fuori servizio delle pompe aspiranti.

## Campi di utilizzo
Il sistema wellpoint può essere utilizzato con successo per:
- drenaggi geo-tecnici - per aumentare la resistenza dei terreni (consolidamento) e per aumentare la loro stabilità (pericolo di smottamenti);
- drenaggi agricoli - per bonificare i terreni e renderli coltivabili;
- drenaggi provvisori - per realizzare opere di ingegneria che richiedono scavi che interessano la falda freatica.